# Current Opinion (Elsevier)
Current Opinion — це колекція оглядових журналів з різних дисциплін наук про життя. Вони були придбані компанією Elsevier у 1997 році.
Кожен випуск кожного журналу, який виходить раз на два місяці, містить один або кілька тематичних розділів, редагованих науковцями, які спеціалізуються в цій галузі, і запрошують авторів робити огляди, призначені для експертів і неспеціалістів. Кожен журнал має на меті висвітлити всі основні останні досягнення у своїй темі та спрямувати читачів до найважливіших оригінальних досліджень.
| Назва                                                | ISSN      | Встановлено |
| ---------------------------------------------------- | --------- | ----------- |
| Current Opinion in Behavioral Sciences               | 2352-1546 | 2014 рік    |
| Current Opinion in Biomedical Engineering            | 2468-4511 | 2017 рік    |
| Current Opinion in Biotechnology                     | 0958-1669 | 1990 рік    |
| Current Opinion in Cell Biology                      | 0955-0674 | 1989 рік    |
| Current Opinion in Chemical Biology                  | 1367-5931 | 1997 рік    |
| Current Opinion in Chemical Engineering              | 2211-3398 | 2011 рік    |
| Current Opinion in Colloid and Interface Science     | 1359-0294 | 1996 рік    |
| Current Opinion in Development                       | 0959-437X | 1991 рік    |
| Current Opinion in Electrochemistry                  | 2451-9103 | 2017 рік    |
| Current Opinion in Endocrine and Metabolic Research  | 2451-9650 | 2018 рік    |
| Current Opinion in Environmental Science & Health    | 2468-5844 | 2018 рік    |
| Current Opinion in Environmental Sustainability      | 1877-3435 | 2009 рік    |
| Current Opinion in Food Science                      | 2214-7993 | 2015 рік    |
| Current Opinion in Genetics & Development            | 0959-437X | 1991 рік    |
| Current Opinion in Green and Sustainable Chemistry   | 2452-2236 | 2016 рік    |
| Current Opinion in Immunology                        | 0952-7915 | 1988 рік    |
| Current Opinion in Insect Science                    | 2214-5745 | 2014 рік    |
| Current Opinion in Microbiology                      | 1369-5274 | 1998 рік    |
| Current Opinion in Neurobiology                      | 0959-4388 | 1991 рік    |
| Current Opinion in Pharmacology                      | 1471-4892 | 2001 рік    |
| Current Opinion in Physiology                        | 2468-8673 | 2018 рік    |
| Current Opinion in Plant Biology                     | 1369-5266 | 1998 рік    |
| Current Opinion in Psychology                        | 2352-250X | 2015 рік    |
| Current Opinion in Solid State and Materials Science | 1359-0286 | 1996 рік    |
| Current Opinion in Structural Biology                | 0959-440X | 1991 рік    |
| Current Opinion in Systems Biology                   | 2452-3100 | 2017 рік    |
| Current Opinion in Toxicology                        | 2468-2020 | 2016 рік    |
| Current Opinion in Virology                          | 1879-6257 | 2011 рік    |